# Wade von Grawbadger
Wade Von Grawbadger est un encreur de bande dessinée américain travaillant pour l'industrie du comic books de super-héros.

## Récompenses
- 1997 : Prix Eisner de la meilleure histoire à suivre pour « Sand and Stars », dans Starman n°20-23 (avec Tony Harris, Guy Davis et James Robinson)
- 2009 : Prix Inkwell du meilleur encreur
- 2014 : Prix Harvey du meilleur encreur pour All New X-Men
- 2015 : Prix Inkwell de l'encouragement
- 2016 : Prix Inkwell de l'encouragement